# Pseudatemelia elsae
Pseudatemelia elsae is een vlinder uit de familie zaksikkelmotten (Lypusidae). De wetenschappelijke naam is voor het eerst geldig gepubliceerd in 1982 door Svensson.
De soort komt voor in Europa.